# 日本大学大学院総合社会情報研究科
日本大学大学院総合社会情報研究科（にほんだいがくだいがくいんそうごうしゃかいじょうほうけんきゅうか、英語: Nihon University Graduate School of Social and Cultural Studies）は、社会科学・人文科学・人間科学系を研究する通信制大学院である。

## 概要
近年、最先端のマルチメディアによる教育は、大学院の研究において効果的なものとなり、その状況を受け1997年12月の文部省の大学審議会による答申と、これを受けた1998年3月の大学設置基準の改正により、日本大学は、1999年4月に日本大学大学院総合社会情報研究科を開学した。社会人に高度な研究と教育の場を提供するために、2003年4月から博士後期課程を開設している。
2018年11月、キャンパスを埼玉県所沢市から東京都千代田区（市ケ谷キャンパス）へ移転し、翌2019年4月には通信教育部と事務統合を行った。

## 研究科

### 博士前期課程（通信制）
- 総合社会情報研究科
  - 国際情報専攻
    - 経営・経済コース
    - 国際（関係）・政治コース

  - 文化情報専攻
    - 文化研究コース
    - 言語教育研究コース

  - 人間科学専攻
    - 哲学コース
    - 心理学コース
    - 教育学コース
    - 医療・安全学コース
    - スポーツ科学コース

### 博士後期課程（通信制）
- 総合社会情報専攻
  - 国際情報分野
  - 文化情報分野
  - 人間科学分野

## 交通アクセス

### 所在地
- 東京都千代田区九段南4-8-28

## 著名な関係者

### 教員

#### 専任教員
- 松重充浩（研究科長・教授）
- 階戸照雄（元研究科長・特任教授）
- 神井弘之（教授）
- 前野高章（教授）
- 陸亦群（教授）
- 加藤孝治（教授）
- 秋草俊一郎（准教授）
- 上野広治（教授）
- 森長正樹（教授）

#### 兼務教員
- 野田尚史
- 谷部弘子
- 藤田主一
- 北野秋男
- トーマス・ロックリー

### 修了生
- 小宮山泰子（政治家）
- 鈴木岳幸（政治家）
- 竹内正人（映像学者）
- ケンブリッジ飛鳥（陸上選手、在学）
- 諏訪一幸（外交官）
- 大栄翔勇人（大相撲力士）
- 広澤克実（元プロ野球選手）
- 羽田翔（日本大学法学部准教授）